# Naïréna
Naïréna est une commune située dans le département de Djibasso de la province de Kossi au Burkina Faso.